# 田中可奈子
田中可奈子（1975年11月18日—）為日本漫画家。北海道北見市出身。從帶廣大谷短期大学畢業。過去以田中加奈子為筆名。

## 經歷
獲得手塚賞而出道、從《週刊少年Jump》開始而活躍在集英社雜誌上。2000年，發行過去在《週刊少年Jump》所出的短篇作品所集結的短編集《KANABALISM》。
現在在集英社連載《月刊YOUNG JUMP》連載《秀吉~戰國異聞~》並且預定發行全七集。

## 略歷
- 1995年 『平妖三味』出道。
- 1996年 『竜鬚虎図』獲得第51回手塚賞。在集英社『週刊少年JUMP』初連載。
- 1999年 『身海魚』在『週刊少年JUMP』連載。
- 2000年 『三獣士』在『週刊少年JUMP』連載。
- 2002年 『破戒王～我的牛若～』在『週刊YOUNG JUMP』連載。
- 2006年 『秀吉~戰國異聞~』在『漫革』（之後的『月刊YOUNG JUMP』）連載。

## 作品列表
- 猴王処女童貞縁起
- 平妖三味
- 竜鬚虎図
- 洒落市
- コタンコロカムイ
- 身海魚
- 三獣士
- 忍者うっとり夢喰蔵
- 剣客ひょっこり厄三郎
- 漂流侍
- 女水滸伝～がんばれ晁蓋～
- 破戒王～我的牛若～
- 忍者シラノ
- 面取り草子
- 忍者ぬるり蝸牛ノ介
- 龍之爪
- 秀吉~戰國異聞~